# Parafia Świętych Apostołów Piotra i Andrzeja w Jedlińsku
Parafia rzymskokatolicka Świętych Apostołów Piotra i Andrzeja w Jedlińsku – jedna z 13 parafii dekanatu jedlińskiego diecezji radomskiej. Erygowana w XVI wieku. Parafię prowadzą księża diecezjalni.

## Historia
- Jedlińsk był miastem prywatnym Mikołaja Jedlińskiego, herbu Nabrani, lokowanym na prawie magdeburskim w 1530 przywilejem Zygmunta I Starego. Prawa miejskie stracił w 1869. Właściciel ufundował w początkach XVI w. pierwotny kościół drewniany i wtedy też powstała tu parafia katolicka. W 1561 kościół został zajęty przez arian, dzięki protekcji Jedlińskich. Arianie założyli tu szkołę, sprowadzając nauczycieli z Rakowa. W tym czasie katolicy uczęszczali do kościołów w Lisowie, Wsoli i Błotnicy. W 1630 nabył Jedlińsk Stanisław Witowski i usunął arian. Parafia katolicka została ponownie erygowana w 1637 przez abp. Jana Wężyka. Dziedzic Witkowski w 1645 ufundował murowany kościół pw. MB Szkaplerznej i św. Stanisława bp. Poświęcony on został przez abp. Macieja Łubieńskiego. Jednak już w 1655 został doszczętnie zniszczony przez Szwedów, a wkrótce „morowe powietrze" zupełnie miasto wyludniło. Po tych nieszczęściach założono w 1661 szpital dla ubogich i starców, a przy nim kościół pw. św. Wojciecha, spełniający rolę świątyni parafialnej. Ta świątynia została zniszczona w 1809 i definitywnie rozebrana w 1860. W drugiej połowie XVIII w. gruntownie odrestaurowano kościół parafialny nadając tytuł św. Apostołów Piotra i Andrzeja, prawdopodobnie według projektu Jakuba Fontany, staraniem dziedzica Aleksandra Józefa Załuskiego i jego syna bp. krakowskiego Andrzeja Stanisława Załuskiego, który w 1753 kościół poświęcił. Konsekracji dokonał w 1773 biskup kijowski i czernichowski Józef Załuski, brat bp. Andrzeja. W latach 1976–1979 staraniem ks. Franciszka Borowskiego podjęto prace przy kościele zabezpieczając m.in. fundamenty i wieże. W latach 1994–1997 gruntownie odnowiono elewację zewnętrzną wraz z detalami architektonicznymi, a wewnątrz odnowiono zabytki i dokonano wiele przeróbek. Kościół orientowany, barokowy, fasada zachodnia posiada dwie wieże, w szczycie fasady znajduje się herb Junosza biskupa Załuskiego. Z parafii pochodził Sł. B. bp Piotr Gołębiowski, administrator diecezji sandomierskiej. 9 września 1995 obchodzono 350-lecie istnienia kościoła i, pod przewodnictwem kard. Józefa Glempa, modlono się przy chrzcielnicy o beatyfikację bp. P. Gołębiowskiego.

## Proboszczowie
- 1637–1663 – ks. Michał Dmowski
- 1663–1674 – ks. Franciszek Chojnowski
- 1674–1688 – ks. Aleksander Potkański
- 1688–1694 – ks. Franciszek Michalski
- 1694–1736 – ks. Jan Michał Zymmerman
- 1736–1737 – ks. Józef Pawłowski (administrator)
- 1737–1756 – ks. Antoni Dyganowicz
- 1756–1764 – ks. Jan Dyganowicz
- 1764–1809 – ks. Marcin Porczyński
- 1810–1839 – ks. Walenty Rudawski
- 1839–1884 – ks. Jan Kloczkowski
- 1884–1897 – ks. Paweł Pawłowski
- 1897–1904 – ks. Franciszek Solarski
- 1904–1911 – ks. Julian Śliwiński
- 1911–1918 – ks. Bronisław Kwarciński
- 1918–1919 – ks. Hieronim Cieślakowski
- 1919–1958 – ks. Franciszek Góralski
- 1958–1975 – ks. Wincenty Karwacki
- 1975–1987 – ks. Tadeusz Borowski
- 1987–2015 – ks. prał. Henryk Ćwiek
- od 2015 – ks. kan. Grzegorz Wójcik

## Terytorium
Do parafii należą: Czarna Rola, Gryzów, Gutów, Janki, Jedlanka, Jedlińsk, Józefów, Moczydło, Narty, Nowa Wola, Płasków, Romanów, Wola Gutowska, Nowe Zawady, Stare Zawady.